# シェルトン・マルティス
シェルトン・マルティス（オランダ語: Shelton Martis、1982年11月29日 - ）は、キュラソーの元サッカー選手。元オランダ領アンティル代表、キュラソー代表。現役時代のポジションはDF。

## クラブ歴

### オランダ
オランダ領アンティル、キュラソーのウィレムスタットに生まれ、フェイエノールトの下部組織に在籍した。
その後、SBVエクセルシオールでプロとなり、FCアイントホーフェンに移籍した。

### ダーリントンFC
2005年にフットボールリーグ2のダーリントンFCに移籍した。

### ハイバーニアンFC
2006年8月にスコットランド・プレミアリーグに所属するハイバーニアンFCに3年契約で移籍。シーズン前半には3得点の活躍を見せたものの、ミスも多くサポーターからの支持は集められなかった。その後のハート・オブ・ミドロシアンFC戦で前半30秒にミスを犯して前半で交代、これが最後の試合となった。

### ウェスト・ブロムウィッチ・アルビオンFC
2007年7月2日にウェスト・ブロムウィッチ・アルビオンFCに移籍。9月25日のフットボールリーグカップのカーディフ・シティFC戦で初出場を果たしたが、4-2で敗北した。リーグ戦初出場となったのは12月8日に行われたアウェーのレスター・シティFC戦で2-1の勝利を収めた。

### レンタル移籍
2008年1月にはスカンソープ・ユナイテッドFCに1ヶ月のレンタル移籍で加入した。
同年10月31日にはドンカスター・ローヴァーズFCに1ヶ月のレンタル移籍で加入、この時は負傷で欠場している選手のカバーでの移籍であった。11月1日のスウォンジー・シティFC戦で初出場、0-0の引分に終わった。15日のイプスウィッチ・タウンFC戦で初得点を挙げた。

### ウェスト・ブロムウィッチ・アルビオンFC復帰
プレミアリーグ初出場となったのは2009年3月16日のウェストハム・ユナイテッドFC戦で0-0の引分に終わった。5月18日のリヴァプールFC戦ではスティーヴン・ジェラードと競っていた時によろめき、彼にボールを渡してしまい得点されると云うミスを犯した。この試合を2-0で落とし、クラブも降格の憂き目に遭った。
フットボールリーグ・チャンピオンシップでの初得点はニューカッスル・ユナイテッドFC戦で1-1の引分に終り、勝ち点1を齎した。9月12日のプリマス・アーガイルFC戦でも得点し、3-1の勝利に貢献した。

### ドンカスター・ローヴァーズFC
2010年2月1日にはドンカスター・ローヴァーズFCに完全移籍、3年半契約で移籍金は明らかになっていない。2010年4月24日、ライバルのスカンソープ・ユナイテッドFC戦の89分に決勝点をあげ、4-3での勝利の立役者となった。2013年2月21日に73試合3得点の結果を残し退団した。

### タイ以降
2014年にはタイ・プレミアリーグのオーソットサパー・サラブリーFCに加入した。
2015年にオランダのトップクラッセに所属するステドコに移籍、高橋龍之介とチームメイトとなった。

## 代表歴
2008年にオランダ領アンティル代表として出場経験がある。その後2010年にオランダ領アンティルが解体されたため、キュラソー代表が発足、2014年にキュラソー代表として初出場を果たした。

## タイトル
ハイバーニアンFC
- スコティッシュリーグカップ : 2006-07